# 松浦正太郎
松浦 正太郎（まつうら しょうたろう、1983年5月16日 - ）は元オフィスコットン所属の俳優。現在はフリー。神奈川県相模原市出身。

## 来歴
高校卒業後プロサッカー選手を目指し、単身ブラジル長期留学。
帰国後、日本でブラジル式プロサッカー選手育成センター(FC COJB) にてトレーニングを受ける。
その後、再度ブラジルへ短期留学。
2005年より俳優を始める。
2019年9月「東京やんちゃボーイズ」としてバンドデビュー。ギター、ボーカル担当。

## 人物
- 特技はサッカー、ポルトガル語、鳥精肉、料理、ギター、絵画、フリースタイルフットボール。
- 芸能人フットサルチームにてFリーグなどのエキシビションマッチなどにも出場する。
- サッカーはブラジル留学後、当時東京都リーグ所属だったFC町田ゼルビアの練習に参加した経験もある。
- 三兄弟の長男で弟と妹がいる。
- 実弟はCOUNTRY YARDの Keisaku “Sit” Matsu-ura(Ba/Vo)。

## 出演

### MC
- サッカーなでしこリーグ ノジマステラ神奈川相模原応援番組「VIVA! ノジマステラ!」メインMC
- 千葉テレビ 「はぴも 」リポーター
- 2014ワールドカップパブリックビューイング
- 2018ワールドカップパブリックビューイング
- &m LIVE

### ドラマ
- 「HIGH&LOW」(2015〜)鬼耶高校レギュラー
- 「特命係長只野仁 abemaTVスペシャル2」(2018)第3話
- NHKBSプレミアム「ネット歌姫 〜パート主婦が歌ってみた」(2019)
- TBS 「私、定時で帰ります」(2019)第3話 長谷川 役
- LINE配信ドラマ「渋谷ボーイズスクランブル」(2019) 第2話〜 門松 役
- フジテレビ 日曜THEリアル！・陛下と雅子さま 知られざる笑顔の物語 「雅子さま物語」(2019)
- 株式会社シゴトー企画事務所10周年記念ドラマ「今、君と歩きたい」(2020)主演 後藤寛満 役
- YouTube配信ドラマ「やんちゃで行こう〜番外編」(2020)
- 短編ドラマ「エモ告」(2023)
- 短編ドラマ「ど田舎から上京した酒カス女」(2024)

### 映画
- 「晴れ男 」(2008)

ヤンキー役 監督 竹内利光
- 「どっちもどっち」(2014)会社員役
- 「U-31」(2016)

志村役 監督:谷健二
- 「お前の歌が歌える時が来るまでは」(2017)

主演 正太郎役   監督松本花奈
- 「HIGH&LOW the movie3」(2017)

鬼邪高レギュラー
- 「HIGH&LOW the movie2」(2017)

鬼邪高レギュラー
- 「佐藤くんのお願い」(2018)

間宮竜二役 監督:向井宗敏 
- 「歩く花」(2019)

主演 ボク役  監督:北野広大  
- 「ピンキッシュ パンキッシュ」(2019)

監督:松下春香
- 「山本さんと真実のくまさん」(2019)

主演 トモキ役 監督:保立繁柾 
- 「泥マンのドラマ」(2019) 中津太郎役

監督,脚本,編集:山中太郎  共同監督:上西雄大
- 「恩返しはおにぎにりで」(2020)あきら役　監督:長嶺将希
- 「イン・ザ・ライダラー」(2020)マサフミ役　監督:細村悟人　(AOYAMAFILMATE2020グランプリ)
- 「渋谷行進曲」(2020)紅蓮豊役　監督:秋山純
- 『劇場版 TOKYO yancha BOYS』主演 正太郎役 監督:秋山純
- 『刑事 JACOK file 0』(2021)武藤 役 監督:秋山純
- 『朝陽が昇るまで待って』(2021)紅蓮豊 役 監督 :秋山純
- 『ヌーのコインロッカーは使用禁止』(2021)木下光也役 監督:上西雄大 (マドリード国際映画祭最優秀作品賞)
- 『20歳のソウル』東京やんちゃボーイズ役　監督:秋山純　(2022)

### 舞台
- 劇団フリーサイズ「Little Rengers 」(2007年)  @麻布ディ・プラッツ 作.演出:いよく直人
- 劇団フリーサイズ「カンフー×カンフー 」(2008年) 茨城直人 役 @アイピット目白 作.演出:いよく直人
- 劇団ポプラ「火垂るの墓 スクリーンイベント」(2012年) 勝彦 役
- W-speak「ムラコン 」(2013年) 村長 役 @赤坂元気劇場 演出:ムラコ(サミットクラブ)
- marmoset 「男郎華 」(2013年) 阿仁さん 役 @俳優座劇場 演出:藤崎美貴(marmoset)
- GRIPPERS「天満月のネコ 」(2014年) コゲンタ役 @笹塚ファクトリー 演出:宇治川まさなり
- Office FREESIZE 「この作品はフィクションであり、実在する団体人物等とは一切関係ありません 2」(2015年) 多岐川 銭平 役 @シアターサンモール 作,演出:いよく直人
- LIVEDOG「壊れかけの恋唄」(2015年) 徳井 役 @新宿村LIVE 作.演出:久保田唱(企画演劇集団ボクラ団議)
- TRIPLE PLAY「ALWAYS 2丁目のオタク」(2015年) ジミー社長役  @シアター1010
- Office FREESIZE 「野郎ども！島が見えたぞ！」(2016年)  @中野ザポケット 作演出:いよく直人
- 「希望の色」(2016年) 亮輔 役 @日経ホール(2016年) 総制作指揮:倉科遼 演出:高梨由
- LIVEDOG 「オレンジノート」(2016年) 前田賢人 役 @新宿村LIVE 作,演出:笠原哲平(劇団TEAM ODAC)
- A'company「GET OUT STREET」(2016年) ワット役 @築地ブティストホール
- SPIRAL CHARIOTS「HATTORI 半蔵ll」(2016年) イグサ宗太役 @築地ブティストホール 作.演出 服部整治
- Office FREESIZE オムニバス5本舞台「shuffle4」(2017年) @d-倉庫  (2本主演)
- team genius bibi 「フクロウガスム」(2017年9月20日 - 9月24日) アビシ役 @シアターグリーンBIGTREE THEATER 作:えのもとぐりむ 演出:私オム
- officeFREESIZEプロデュース「waiting room」(2017年11月22日 - 11月26日) 主演 @中野ザポケット 作演出:いよく直人
- spiral chariots第18回本公演「レンタヒーロー」(2018年1月17日 - 1月21日) ビーカー役 @六行会ホール 演出:服部整治
- 劇団TEAM ODAC第28回本公演「猫と犬と約束の燈」(2018年2月7日 - 2月12日) 冨賀一郎 役 @草月ホール 作演出:笠原哲平(劇団TEAM ODAC)
- ボクらの罪団special edition第1弾「デスペラードを知ってるか？」(2018年3月7日 - 3月12日) 佐山 役 @シアターグリーンboxinboxシアター 演出 高橋俊次
- 劇団TEAM ODAC第30回本公演「猫と犬と約束の燈2018夏」(2018年7月7日 - 7月16日) 冨賀一郎役 @全労済ホール スペース ゼロ 作演出:笠原哲平(劇団TEAM ODAC)
- 劇団TEAM ODAC第31回本公演

「浮遊するfitしない者達」(2019年 4/10～4/14) 西田秀雅役 @俳優座劇場 作演出:笠原哲平(劇団TEAM ODAC)
- JACOFes「やんちゃでいこう！旅立ち編」　　正太郎役　＠原宿ベルエポックホール 作:秋山純　演出:西尾幡豆

- monky works vol2 (2019年10/4〜10/14)

「キンギンヒシャカク　乙女の一手」再演
@新宿シアターモリエール　監修:笠原哲平(劇団TEAM ODAC) 脚本:ゆうき(soyMilk co.) 演出:高品雄基
- jacofes 2019 冬「やんちゃでいこう！望郷編」@SHIBUYAOPENBASE 作:秋山純　演出:西尾幡豆

- 柚正企画「幸せのテーブル」演出,プロデュース(2021)
- ZEROBEAT5周年企画公演「ていくあぶれいく」主演(2021)
- フライドBALL企画Vol49『童話革命』金太郎 役 (2022)
- フライドBALL企画Vol48『やりなおしに決めた』演出(2022)
- 安達健太郎プロデュース『コントステージ』脚本演出 安達健太郎(2022)
- フライドBALL企画vol53『あっとうてきに愛してる』演出(2022)
- パフォーマンスプラスピエロ第五回本公演「FIDUCIA」ガイア役(2023)

- パフォーマンスプラスピエロ「セミファイナル」演出
- パフォーマンスプラスピエロ第六回本公演「歌舞いてる者たち」(2024)
- 松浦正太郎プロデュース第1回公演「解体OK」プロデュース,演出(2024)
- 松浦正太郎プロデュース第2回公演「きみとみた夢」プロデュース,演出,出演(2025)

### ミュージックビデオ
- 「silent sky / 円成寺さくら」(2019) 主演
- 「スタートライン / 加藤ヒロ」(2020)
- 「幸せなレイディオ / 加藤ヒロ」(2020)

### 再現
- 1分間の深いい話 NONSTYLE井上役

### モデル
- adidasフットサルウェア(2012)
- adidasフットサルウェア(2013)
- SAMURAI JAPAN フットサルウェア(2015〜)
- 日の出出版「 fine」 (2007)
- TOTAL BODY 中目黒 Webモデル(2014)
- NIKEフットサル(2014)

### CM
- 三井住友海上 GK編 (2010)

### 連載
- ブラジル情報「正太郎のVAMOS!!!BRASIL!!!」

### その他
- 2014年loveplace主催 「イケメン総選挙」準グランプリ受賞 260000票
- a-nation ミュージシャンW杯 出場
- Fリーグ エキシビションマッチ 出場